# Wiesław Machan
Wiesław Machan (ur. 4 stycznia 1909 we Lwowie, zm. 25 lipca 1993 w Warszawie) – polski kompozytor, aranżer, multiinstrumentalista, dyrygent, pianista, a także rysownik.

## Życiorys
Urodzony 4 stycznia 1909 we Lwowie jako syn Leona (1877–1952) i Marii z domu Huth (1879–1955). Ukończył Konserwatorium Lwowskie w klasie koncertowej Wiktora Muenzera oraz Oddział Maszynowy Politechniki Lwowskiej, na którym uzyskał tytuł inżyniera mechanika.  
W czasie studiów grał w zespołach kameralnych i rozrywkowych. Występował z nimi w Polskim Radiu, na balach i zabawach studenckich. Był również taperem w kinie. Karierę muzyczną rozpoczął w okresie międzywojennym jako muzyk w orkiestrach lwowskich.  
W 1929 założył swój własny zespół Machan Jazz, w którym grał na fortepianie. Na gitarze grał w duecie z pianistą Witoldem Krzemieńskim oraz w Wiennerschramer Kwartet, dla którego skonstruował pierwsze w Polsce skrzypce i gitarę elektryczną.  

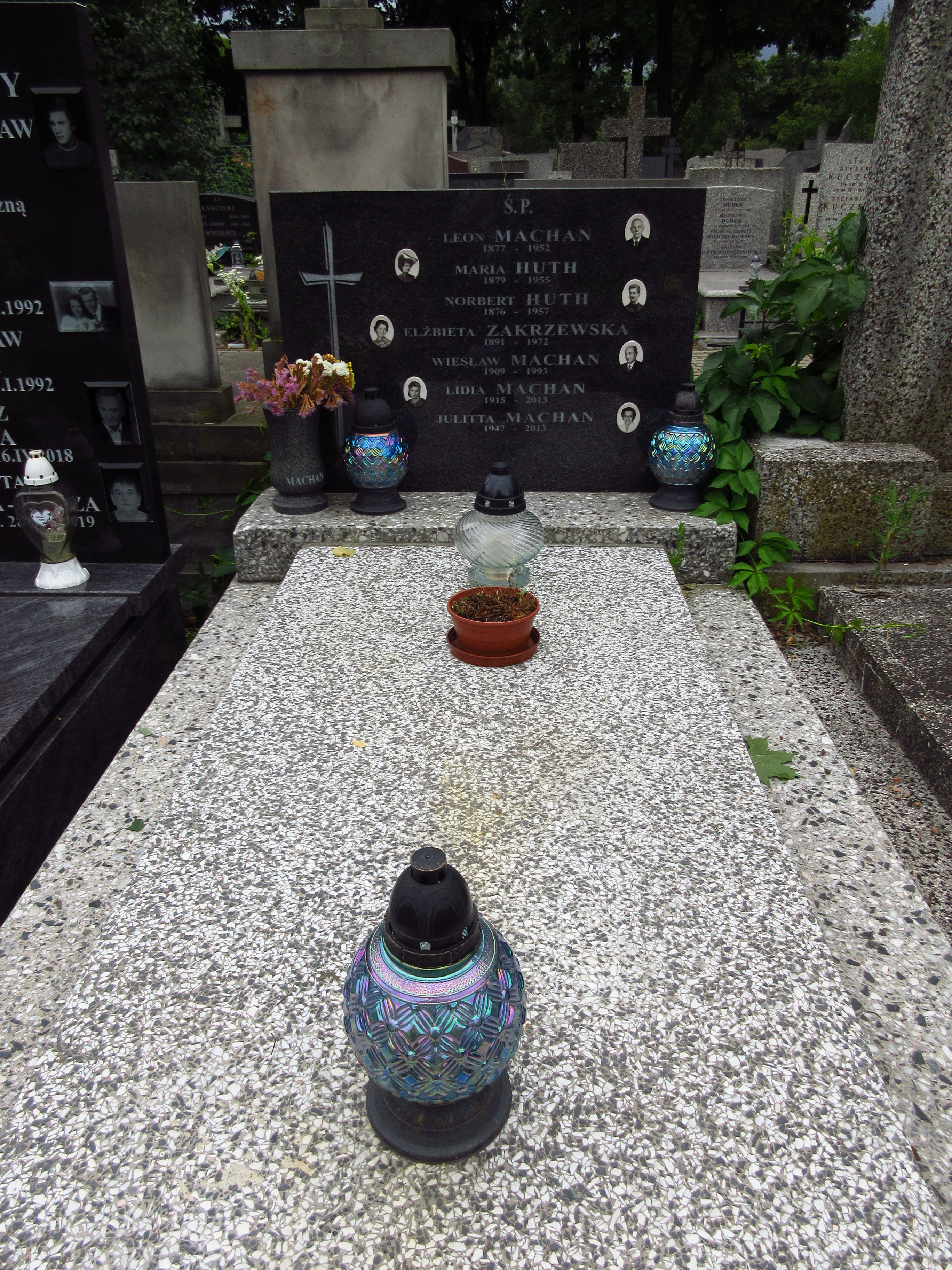
Grób Wiesława Machana na cmentarzu Bródnowskim.

W 1938 przeniósł się do Warszawy. Pracował tam jako inżynier mechanik w Fabryce Maszyn Precyzyjnych, jak również prowadził własny zespół Złota Siódemka. Grał też w orkiestrze Bronisława Stasiaka. Pierwsze lata okupacji spędził w Warszawie, a w czasie powstania warszawskiego dostał się do niewoli niemieckiej. Wywieziony został do obozu koncentracyjnego we Flossenbürgu.  
Po wyzwoleniu osiadł na Saskiej Kępie. Pracował jako inżynier w Departamencie Mechanizacji Ministerstwa Rolnictwa. Był również pianistą w zespołach rozrywkowych grających w warszawskich restauracjach. Współuczestniczył w reaktywowaniu Jazz Club przy Polskiej YMCA (z ang. Young Men’s Christian Association – Związek Chrześcijańskiej Młodzieży Męskiej).  
Gdy choroba rąk uniemożliwiła mu czynne muzykowanie, poświęcił się kompozycji oraz aranżacji. Uzupełnił w tym kierunku wykształcenie, studiując w systemie zaocznym u Kazimierza Sikorskiego i Macieja Zalewskiego. Współpracował  w latach 1956–1960 jako kompozytor i aranżer z zespołem Błękitny Jazz Ryszarda Damrosza, również prowadził własny zespół muzyczny, towarzyszący licznym solistom w nagraniach płytowych. Z zespołem Machana dokonywali nagrań m.in. Marta Mirska, Rena Rolska i Zbigniew Rawicz. 
W latach 1961–1971 był dyrygentem i kierownikiem muzycznym teatru „Komedia” w Warszawie, a w latach 1972–1979 teatru „Syrena”, tamże.
Należał do Polskiej Korporacji Akademickiej Leopolia we Lwowie.
Jego sylwetce zostało poświęcone jest hasło w telewizyjnej wersji Leksykonu Polskiej Muzyki Rozrywkowej odc. 61 w reżyserii Ryszarda Wolańskiego. 
W 1988 otrzymał odznakę honorową ZAiKS-u. 
Zmarł 25 lipca 1993 w Warszawie, pochowany na cmentarzu Bródnowskim (kwatera 33H-5-19). 

## Twórczość
Działalność kompozytorską prowadził od początku lat 50.  
Skomponował: 

### Komedie muzyczne
- Niezwykła przygoda
- Atomowy rower (libretto obu Janusz Odrowąż).

- Wspólnie z Romanem Czubatym opracował ilustrację muzyczną do sztuki Tańczący osioł.
- Tworzył również utwory orkiestrowe dla teatrów i estrad, balety, marsze, utwory taneczne i piosenki.

### Utwory instrumentalne
- Niebo południa (tango),
- Amulet (slowfox),
- Serenada (slowfox) i inne.

### Piosenki
- Skończył się sen (sł. Janusz Odrowąż, 1955),
- O czym serce śni(sł. Janusz Odrowąż, 1956),
- W Arizonie (sł. Janusz Odrowąż, 1956 - pierwszy polski rock and roll), później wykorzystana w filmie Nad rzeką, której nie ma (1991)[6]
- Nieśmiały pierwszy śnieg (sł. Janusz Odrowąż, 1960),
- To płynie czas (sł. Helena Kołaczkowska, 1961 - wyróżnienie na I MFP w Sopocie1961),
- Gdy mówisz "a" (sł. Roman Sadowski, 1964),
- W miłości nie ma mocnych (sł. Jan Brzechwa),
- Sekretarka (sł. Jan Brzechwa),
- Na Zamku bal (sł. Krystyna Pac-Gajewska), Pieseczki, koteczki (sł. Janusz Odrowąż) i inne.

## Życie prywatne
Jego żoną była lwowianka Lidia Maria Machan (1915–2013) – aktorka i tancerka, z którą miał córkę Julittę Marię (1947–2013). 